# Lärmschutz
Lärmschutz umfasst alle Maßnahmen der Lärmbekämpfung und ist Teil des Immissionsschutzes. Er soll das Wohlbefinden von Menschen und Tieren in Bezug auf Lärm sichern. Die Maßnahmen der Lärmbekämpfung betreffen schwerpunktmäßig den Schutz vor Umgebungslärm (Fluglärm, Straßenverkehrslärm, Schienenverkehrslärm, Industrielärm), Freizeitlärm und Ruhestörung.
Der Begriff Lärm ist nicht gleichbedeutend mit Schall. Schall ist eine messbare Größe. Erst durch nicht messbare individuelle oder sozio-kulturelle Aspekte wird störender Schall zu Lärm.
Lärmschutz ist ein wichtiger Bestandteil des Arbeitsschutzes und Umweltschutzes. Er soll vor körperlichen, seelischen und materiellen Schäden schützen:
- körperlicher Stress
- körperliche Schäden:
  - Lärmschwerhörigkeit und Schalltrauma
  - Schädigung des Immunsystems
  - Schädigung des Herz-Kreislauf-Systems (Bluthochdruck, Herzinfarkt und weitere Herz-Kreislauf-Erkrankungen)
- seelischer Stress
- Vermögensschäden, z. B. durch Wertverluste von Immobilien, die starken Lärmeinwirkungen ausgesetzt sind

## Begriffe
Neben dem Begriff Lärmbekämpfung, der ein aktives Handeln ausdrückt, wird in manchen Ländern unterschieden zwischen Lärmvorsorge – also den vorbeugenden Maßnahmen – und der Lärmsanierung.

## Ansätze

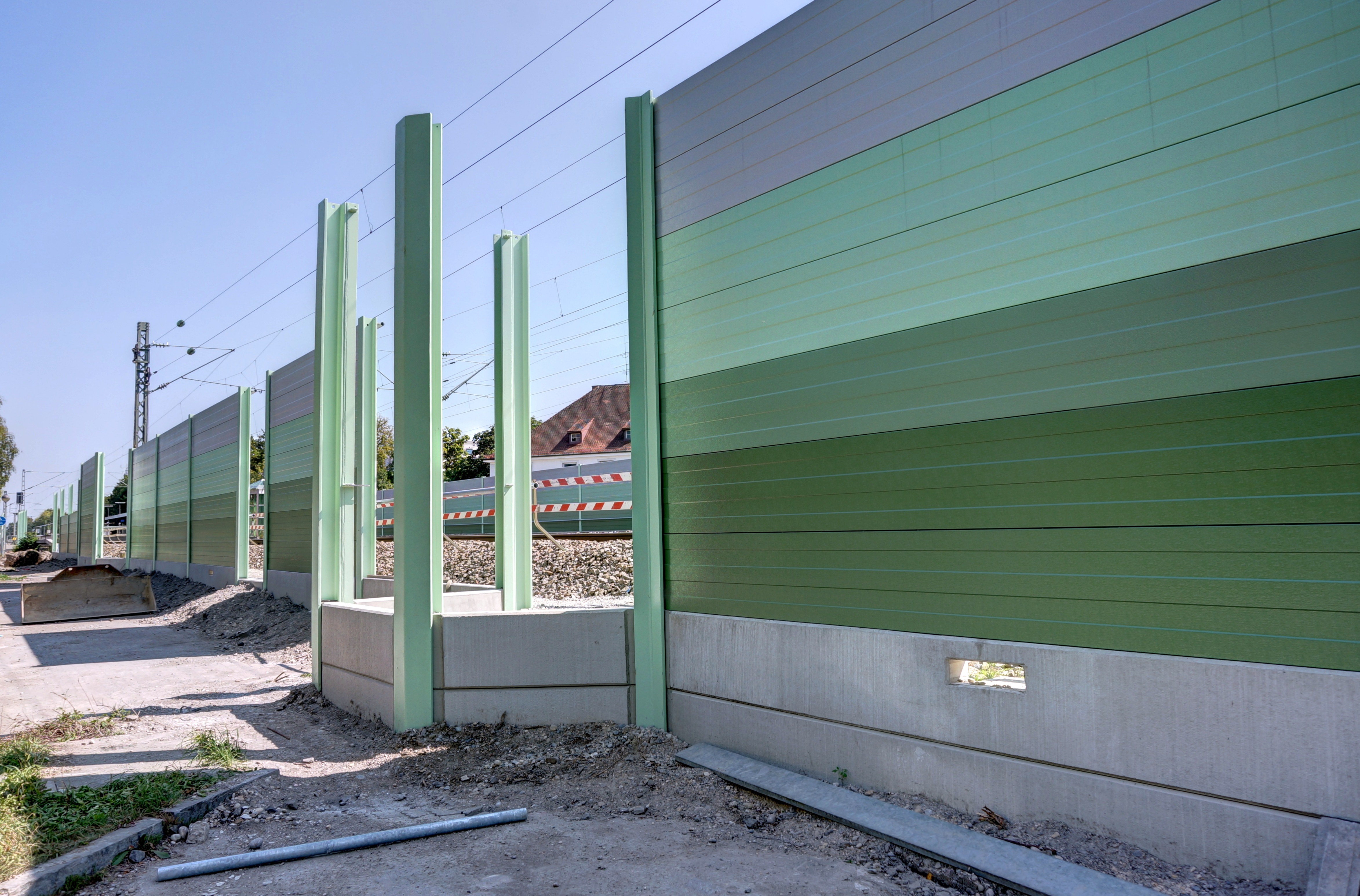
Zugverkehrs-Lärmschutzwand aus Metallelementen

### Räumlicher Ansatz
Beim räumlichen Ansatz der Lärmbekämpfung wird unterschieden:
- aktiver Lärmschutz: Er umfasst Maßnahmen hinsichtlich der Emissionen (an Schallquellen), also z. B. Schwingungsisolierung, Nutzung von leiseren Autos, geräuschärmeren Rasenmähern und Leisehäckslern, Einsatz von geräuschmindernden Fahrbahnbelägen wie offenporigem Asphalt, Trittschalldämmung durch schallgedämmte Decken und Treppen, Dämmung von Maschinen und Industrieanlagen, Flugverbote, Errichtung von Lärmschutzwänden und -wällen an stark befahrenen Straßen und Autobahnen oder anderen Orten, wo ein erhöhter Lärmpegel herrscht, etwa auch um Spielplätze und Industrieeinrichtungen.
- passiver Lärmschutz: Er umfasst Maßnahmen am Immissionsort (Einwirkungsort), also z. B. die Verwendung von Gehörschutz, Ohrenstöpseln und Lärmschutzfenstern.

Beim Verkehrslärm sind beide Arten der Lärmbekämpfung beispielhaft zu finden: Flüsterbeläge wirken lärmmindernd beim Straßenverkehrslärm, Schallschutzwände wirken lärmschützend beim Straßen- und Schienenverkehrslärm.

### Technologischer Ansatz
Beim technologischen Ansatz der Lärmbekämpfung wird unterschieden in:
- direkt erzeugten Luftschall (primäre Mechanismen) und
- indirekt erzeugten Luftschall (sekundäre Mechanismen)

Direkt erzeugter Luftschall entsteht ohne die Beteiligung von Körperschall; z. B. in einem Strahltriebwerk. Beim indirekt erzeugten Luftschall wird durch eine Kraftanregung zunächst Körperschall in einer Struktur erzeugt. Dieser pflanzt sich in der Struktur fort. Durch Vibrationen an der Oberfläche der Struktur wird dann Luftschall abgestrahlt.
Beim direkt erzeugten Luftschall muss zur Geräuschabsenkung die Verwirbelung der Luft gering gehalten werden. Besonders ist darauf zu achten, dass Bauteile nicht von verwirbelter Strömung beaufschlagt werden; siehe Aeroakustik. Maßnahmen an der Quelle von Schallemissionen sind am wirkungsvollsten. Dazu gehören die Schallabsorption, die Schallblockade (z. B. durch Lärmschutzwände, Lärmschutzwall) und der Einsatz von Antischall. Technische Maßnahmen richten sich auf den Schallpegel (insbesondere den Schalldruckpegel), die Dauer der Wirkung, die Tonhöhe, die Tonhaltigkeit und die Impulshaltigkeit.
Beim indirekt erzeugten Luftschall, z. B. bei Resonanzen, kann an verschiedenen Punkten angesetzt werden. Zunächst kann der Kraftverlauf so beeinflusst werden, dass er möglichst wenige Eigenfrequenzen des Bauteils anregt. Dieses ist immer dann der Fall, wenn keine steilen Kraftsprünge oder Kraftspitzen vorhanden sind. Weiterhin kann die Eingangsimpedanz des Bauteils erhöht werden, z. B. durch erhöhte Masse an der Krafteinleitungsstelle. Schließlich kann die Struktur selbst bedämpft werden, z. B. durch Entdröhnung mit Schwermatten oder Sandwichbleche.

### Psychologischer Ansatz
Eine Veränderung des Verhaltens von Betreibern lärmerzeugender Geräte und Anlagen ist Teil der Lärmbekämpfung. Sie dient der Klärung, Vorbereitung und Bewertung von Lärmbekämpfungsmaßnahmen und können z. B. den Verzicht lärmerzeugender Geräte oder Ersatz durch lärmarme Geräte bewirken.
Seit 1998 findet jährlich im April der Tag gegen Lärm – International Noise Awareness Day statt. Das Datum orientiert sich am International Noise Awareness Day in den USA und findet weltweit am selben Tag statt. Mittlerweile sind in Europa u. a. Österreich, die Schweiz und Spanien beteiligt. In Deutschland informiert die Deutsche Gesellschaft für Akustik (DEGA) mit diesem jährlichen Aktionstag die Öffentlichkeit über Lärm und seine Ursachen sowie dessen Auswirkungen. Organisiert wird der Aktionstag vom Arbeitsring Lärm der DEGA (ALD) und den DEGA-Fachausschüssen „Lärm: Wirkungen und Schutz“ und „Hörakustik“.

## Gesetzliche Regelungen

### Deutschland
Die gesetzlichen Regelungen zum Lärmschutz dienen dem Interessenausgleich zwischen Lärmverursachern (wie z. B. Anlagenbetreibern) und der betroffenen Nachbarschaft. Für die verschiedenen Lärmarten sind im Wesentlichen das Bundes-Immissionsschutzgesetz (BImSchG) und die nachgeordneten Verordnungen einschlägig. Hierzu gehören:
- 16. BImSchV – Verkehrslärmschutzverordnung mit Anhängen:
  - RLS-19 – Richtlinien für den Lärmschutz an Straßen
  - VLärmSchR 97 – Richtlinie für den Verkehrslärmschutz an Bundesfernstraßen in der Baulast des Bundes[3]
  - Schall03 – Richtlinie zur Berechnung der Schallimmissionen von Schienenwegen
- 18. BImSchV – Sportanlagenlärmschutzverordnung
- 24. BImSchV – Verkehrswege-Schallschutzmaßnahmenverordnung
- 32. BImSchV – Geräte- und Maschinenlärmschutzverordnung
- 34. BImSchV – Verordnung über die Lärmkartierung
- Technische Anleitung zum Schutz gegen Lärm (TA Lärm).

Für Fluglärm gelten eigene gesetzliche Regelungen, die z. B. im Gesetz zum Schutz gegen Fluglärm verankert sind.
Zur Bewertung von Freizeitlärm wurde in verschiedenen Bundesländern die so genannte „Freizeitlärmrichtlinie“ eingeführt. Diese gilt für den Bereich des Freizeitlärms, der nicht bereits als Sportlärm durch die 18. BImSchV geregelt ist.
Lärm am Arbeitsplatz wird durch das Arbeitsschutzgesetz und die Lärm- und Vibrations-Arbeitsschutzverordnung erfasst.
Oft enthalten diese Vorschriften keine Grenzwerte, sondern Richtwerte und Orientierungswerte, von denen im Einzelfall abgewichen werden kann. Dabei wird jede Lärmquelle für sich betrachtet. Eine zusammenfassende Bewertung von Verkehrsgeräuschen ist in der VDI-Richtlinie 3722 beschrieben.
In der Bauleitplanung können die in der DIN 18005 – Schallschutz im Städtebau mit dem Beiblatt 1 angegebenen Planungsempfehlungen und Orientierungswerte herangezogen werden.
Deutschland hat Lärmschutz auch als Umweltproblem erkannt sowie in seiner Umweltpolitik verankert und folgt mit dem Anliegen zum Schutz vor Lärm dem Leitbild der Nachhaltigkeit. Zuständiges Ressort ist das Bundesministerium für Umwelt, Naturschutz, Bau und Reaktorsicherheit.

### Schweiz
In der Schweiz wird der Lärmschutz im Umweltschutzgesetz festgelegt und in der Lärmschutz-Verordnung (LSV) präzisiert. Dabei gelten folgende Prinzipien:
- Beurteilungsprinzip – Einteilung nach Grenzwerten und Empfindlichkeitsstufen
- Quellenprinzip – Ursachen- statt Symptombekämpfung
- Vorsorgeprinzip – Erlass gesetzlicher Grundlagen, z. B. Verbot bzw. Nichtzulassung von überlauten Fahrzeugen
- Sanierungsprinzip – Unterscheidung zwischen privaten und öffentlichen Anlagen
- Verursacherprinzip – Kosten müssen prinzipiell vom Verursacher getragen werden
- Kooperationsprinzip – Zusammenarbeit aller Organisationen und Stellen

Seit Inkrafttreten dieser gesetzlichen Grundlagen müssen bei Bauvorhaben für Gebäude und Anlagen die Planungswerte der LSV eingehalten werden. Um auch die Bewohner von früher errichteten Gebäuden vor übermässiger Belastung zu schützen, wurde bei betroffenen Liegenschaften eine Lärmsanierung durchgeführt, falls die Immissionsgrenzwerte überschritten waren. Die Lärmsanierung sollte möglichst an der Quelle erfolgen. So hatte beispielsweise beim Eisenbahnlärm die Sanierung der Bremsen oberste Priorität.
Bezüglich des Lärmschutzes am Arbeitsplatz hat die Schweizerische Unfallversicherungsanstalt Grenz- und Richtwerte veröffentlicht. Diese enthalten auch Empfehlungen für Maßnahmen, die die Lärmbelastung am Arbeitsplatz reduzieren sollen.

### Europäische Union
Auf europäischer Ebene wurde 2002 die Umgebungslärmrichtlinie (2002/49/EG) verabschiedet, die in den Mitgliedsstaaten unterschiedlich umgesetzt wurde. Das betrifft insbesondere die Lärmkartierung und die Lärmaktionsplanung.
Bis zum 30. Juni 2007 waren strategische Lärmkarten aufzustellen für Ballungsräume (>250.000 Einwohner), Hauptverkehrsstraßen (>6 Mio. Fahrzeuge/Jahr), Haupteisenbahnstrecken (>60.000 Züge/Jahr) und Großflughäfen (>50.000 Flugbewegungen/Jahr).
In Deutschland wurden bei Lärmpegeln von mehr als 65 dB(A) im Tagesmittel laut Kartierung aus dem Jahr 2007 rund 700.000 Betroffene entlang von Hauptverkehrsstraßen festgestellt. Die Karten und die Betroffenenzahlen sowie weitere Ergebnisse mussten an die EU gemeldet werden.
Bis zum 18. Juli 2008 waren durch die verantwortlichen Behörden Aktionspläne aufzustellen, um identifizierte Lärmprobleme zu regeln. Auf Grundlage der nächsten Stufe der Lärmkartierung war der Vorgang auch bis zum 18. Juli 2013 zu wiederholen. Anschließend ist alle 5 Jahre eine Überprüfung vorzunehmen, ob erneut eine Aufstellung vorgenommen werden muss. In den Prozess der Lärmaktionsplanung ist die Einbindung der Öffentlichkeit gesetzlich vorgeschrieben.
Im Rahmen der Lärmaktionsplanung kam es in der ersten Stufe zu einigen Problemen bei der Durchführung. So wurde der Zeitraum zwischen Lärmkartierung und der Aufstellung der Lärmaktionspläne als zu kurz bewertet, insbesondere unter dem Aspekt der Öffentlichkeitsbeteiligung. Es konnten die Werte, die zur Auslösung von Aktionsplänen dienen, frei gewählt werden, wodurch kein bundesweit einheitliches Vorgehen resultierte. Insbesondere kleinere Gemeinden waren mit der Aufstellung zumeist überfordert. Dies liegt auch daran, dass kleinere Kommunen oftmals die stark befahrenen Straßen nicht in ihrer Baulast und damit in ihrer Verantwortlichkeit haben, für diese aber letztlich Maßnahmen aufstellen sollen. Nach den bisher vorliegenden Erfahrungsberichten sind einige Begrifflichkeiten unscharf oder gar nicht definiert. So sollen z. B. „ruhige Gebiete“ ausgewiesen werden, ohne dass eine klare Begriffsbestimmung erfolgte. Bemängelt wurde, dass die Aktionspläne nicht rechtlich verbindlich sind. So gelten für Straßenbaulastträger bei Neubau von (oder Erweiterung bestehender) Anlagen bereits einzuhaltende Grenzwerte, für Maßnahmen an sonstigen bestehenden Straßen oder Schienenwegen existieren diese nicht. Da sich Lärmaktionspläne jedoch vor allem auf Bestandsanlagen beziehen, ist rechtlich keine Handhabe zur Umsetzung von Maßnahmen gegeben. Der Erwartungshaltung, die in der Bevölkerung oftmals erzeugt wurde, konnte somit nicht entsprochen werden.
Dennoch konnten durch die Lärmaktionsplanung auch Erfolge verzeichnet werden:
- So wurde das Thema in den Kommunen oft erstmals in den Fokus der Wahrnehmung gerückt und in den Kommunen ist die Verwaltung im Umgang mit der Problematik sensibilisiert worden.
- Der Bund stellte für Lärmsanierungsprogramme für bestehende Bundesfernstraßen und Schienenwege mehr Mittel zur Verfügung.
- Im Konjunkturpaket II wurden für den Investitionsschwerpunkt Infrastruktur in den Gemeinden und Ländern insgesamt 3,5 Mrd. Euro zur Verfügung gestellt, die auch für Lärmschutzmaßnahmen an kommunalen Straßen verwendet werden konnten.
- Mit dem Nationalen Verkehrslärmschutzpaket II wurde eine Absichtserklärung gegeben, die Auslösewerte für die Lärmsanierung an Bundesfernstraßen um 3 dB zu senken. Diese Absenkung der Auslösewerte erfolgte im Jahre 2010.[10]

In einer zweiten Stufe sollten bis zum 30. Juni 2012 erneut Lärmkarten erstellt werden, wobei die Grenzen für zu kartierende Bereiche großenteils abgesenkt wurden. Dies galt für Ballungsräume (>100.000 Einwohner), Hauptverkehrsstraßen (>3 Mio. Fahrzeuge/Jahr) und Haupteisenbahnstrecken (>30.000 Züge/Jahr). Bei den Großflughäfen blieb die Grenze bei 50.000 Flugbewegungen/Jahr.